# Puszcza (film 1932)
Puszcza – polski film fabularny (romans) z 1932 roku w reżyserii Ryszarda Biske.
Pierwowzorem literackim filmu była powieść Józefa Weyssenhoffa pod tym samym tytułem. Autorką scenariusza była Zofia Dromlewiczowa.
Produkcję zrealizowano w majątku hrabiego Jarosława Potockiego na Polesiu.
Film nie przetrwał do dziś.

## Fabuła
Ziemianin Edward Kotowicz powraca z zagranicy do swojego majątku na Polesiu. Jest człowiekiem światowym, zakochanym w ekscentrycznej Teofili. Tu jednak poznaje Renię - córkę właściciela sąsiedniego majątku. Oboje zakochują się w sobie. Kotowicz musi wybrać: czy dotychczasowe życie czy ślub z Renią i pozostanie w majątku. Wybiera to drugie: zrywa z Teofilą, szczerze wyznaje ukochanej swoją przeszłość, udaje mu się również wyjść z kłopotów finansowych. Zaczyna rozwijać swoją posiadłość, budując na niej fabrykę.

## Obsada
- Ina Benita – Renia
- Nina Grudzińska – Teofila
- Andrzej Karewicz – Edward
- Paweł Owerłło – Justyn Sas
- Tadeusz Ordeyg – strzelec Moroz
- Jerzy Marr
- Stanisław Sielański
- Michał Halicz
- Jerzy Zatonow
- Bara Burłakowa
- Oktawian Kaczanowski
- Eugeniusz Gielba(inne języki)
- zespół cygański Kwieków